# Пітчук Марта Олегівна
Марта Олегівна Пітчук (Бельмега) (нар. 19 лютого 1993, Івано-Франківськ) — українська художниця, авторка муралів у Івано-Франківську, Чернівцях та Стрию, а також на віадуку у Ворохті.

## Життєпис
Народилася 19 лютого 1993 року в Івано-Франківську.
У 2014 році здобула фах художника з монументально-декоративного живопису в Косівському інституті прикладного та декоративного мистецтва Львівської національної академії мистецтв, у 2015 році — фах художника-ілюстратора в Українській академії друкарства у Львові.

## Творчість
Втілює образ сакральної ляльки-мотанки, яка є символом родової пам'яті. Історія малювання мотанок почалася з того, що у старій хаті знайшла традиційний гуцульський головний убір — чільце. Усі картини Пітчук написані на чорному тлі, це надає їм більшого контрасту й динамічності. «Техніку на висвітлення зображення запозичила з темперного іконопису. Рух мазків циклічно закручує полотно, акцентує на основних елементах. На полотнах передані вітер, непокірність як відбиток характеру зображеної жінки. Кожен образ — вольовий, гордий, заглиблений у себе», — зазначає художниця.
У героїнь серії «Мотанки» закриті лиця, але насправді кожна має обличчя — з повіками, зіницями. Готовий портрет авторка закриває — щоб «мотанка мала душу, характер, навіть якщо його не видно». У картинах серії «Мотанки» — Гуцульщина, Західне Поділля з борщівською вишивкою. Буковина — у сорочці Заставнівського району Чернівецької області. На картинах багато яскравих квітів. На мотанці з Полтавщини зобразила вишите дерево життя, що наполовину ожило. Це жінка, яка переростає в рушник. На одній частині — пташка, квіти. А на другій квіти розцвіли, пташка збирається летіти.
Із чоловіком, художником Юрієм Пітчуком, працює над муралами. Перший мурал — на честь видатного українського актора Івана Миколайчука — намалювали в 2016 році в Івано-Франківську, на вулиці його імені. Серед спільних робіт також розпис опори австрійського віадука у Ворохті на Прикарпатті. Мальовані фігури гуцулів нанесли на його бетонні частини, не зачіпаючи живого каменю.
Художниця працювала над сценографією для театральних вистав у Івано-Франківську. Досліджує традиційний український одяг та головні убори. До дня вишиванки було створено відповідний мурал у Чернівцях.

### Виставки
Персональні виставки:
- 2025 — Чернівецький обласний художній музей[6];
- 2024 — Львівська галерея «БандеРоль»[7];
- 2024 — Тернопільський обласний художній музей[8][9];
- 2018 — Луцький культурний центр «PassageInterdit»[10];
- 2017 — Музей мистецтв Прикарпаття[11].

## Міжнародне визнання
Її твори зберігаються у приватних колекціях Англії, Австралії, Бразилії, Німеччини, Чехії, Італії, Аргентини, США, Канади.

## Панорама муралу у Ворохті

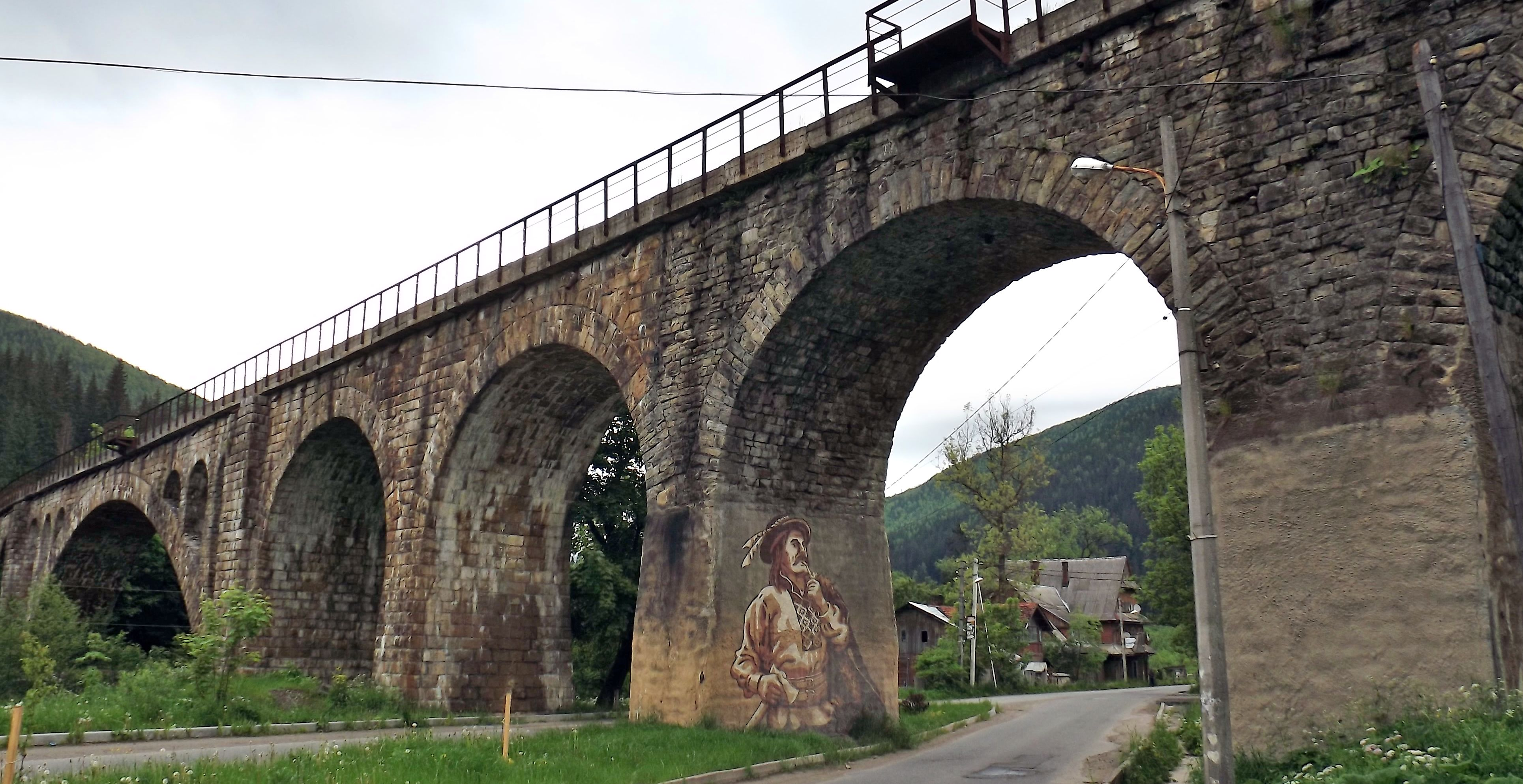
Панорама історичного віадуку у Ворохті з муралом Марти Пітчук